# Karel Kazda
Karel Kazda (2. listopadu 1889, Slaný – 19. dubna 1947, Beroun) byl český historik, houslista a profesor.

## Život
Kazda pocházel ze Slaného, kde absolvoval studium na gymnáziu. Poté studoval na Karlově univerzitě a stal se profesorem. Vyučoval v Kutné Hoře, Berouně a v Českých Budějovicích. Poté, co bylo v Berouně otevřeno gymnázium, studoval i tam. Po dlouhou dobu pracoval jako archivář v Berouně. Ve středočeském městě inicioval vznik místního muzea a zorganizoval i jeho sbírky. Hrál také jako houslista v komorním orchestru. Zabýval se i hudební historií; analyzoval díla některých známých českých hudebních skladatelů.

## Dílo
Kazda vypracoval publikaci s názvem Slaný po stránce historické, kde sepsal dějiny města a především politické dějiny Slaného. Kromě toho sepsal i řadu dalších publikací, které se věnovaly regionálním dějinám středočeských měst a jejich známých rodáků. Vydal také Pověsti a staré tradice z Podbrdska, které vycházely ze sebraných lidových příběhů regionu.
Databáze NK ČR uvádí následující díla:
- O životě, práci a významu Tomáše Garrigua Masaryka : V upomínku na 7. březen 1919  (Beroun,J. Šefl – dříve St. Šellenberg, 1919)
- Život a význam Mistra Jana Husa svatého kazatele pravdy, mučedníka svobody svědomí mistra a rektora vysokého učení pražského (Beroun, Kulturní odb. Sokola Beroun, 1919)
- Slaný po stránce historické (Slaný, Fr. Holub, 1920)
- K zásobovací krisi a hladu v Čechách staršího data – z roku 1804–5 (Praha, nákl. vl., 1921)
- Podbrdský (berounský) kraj (sborník statí, památek a vyobrazení, Beroun, Karel Kazda, 1922–1928?)
- Pověsti a staré tradice z Podbrdska I. část (Beroun, Josef Šefl, 1923)
- Bedřich Smetana na Berounsku (K jeho životopisu v šedesátých letech minulého věku; K jeho Braniborům v Čechách; Několik drobotin k smetanovskému kultu v Podbrdsku, V Berouně, nákladem vlastním, 1924)
- Berounský „Slavoš“ v l. 1861–63 (Beroun,nákl. vl., 1925)
- Podbrdsko v mých představách (před otevřením městského musea a krajinské výstavy v Berouně, k umístění vojenské střelnice v Brdech, Beroun, K. Kazda, 1925)
- Frant. Palacký (Se zřetelem na vztahy Slánska k osobnosti historiografově, Slaný, nákladem vlastním, 1926)
- Podbrdsko v životě Frant. Palackého (Beroun – Hlasy od Berounky, 1926)
- Ku století spolku divadelních ochotníků (proslov ze slavnostní akademie pořádané 15. října 1927 , Beroun – Hlasy od Berounky, 1927)
- Dr. Alois Pravoslav Trojan. Část 1, Doba předbřeznová (V Slaném, vlastním nákladem, 1928)
- Katastrofální povodeň v Podbrdsku r. 1872 (Praha, Josef Trejtnar, 1928)
- O regenschorim Fr. Drechslerovi (Podle vzpomínek zdického řídícího učitele p. Dominika Merhauta, V Berouně, nákladem vlastním, 1928)
- O znárodnělé písni „Nad Berounkou pod Tetínem“ (Beroun, nákladem vlastním, 1928)
- Čtyřicet let berounského odboru Klubu čsl. turistů (V upomínku na slavnostní valnou hromadu z 26. května 1929 v turistické restauraci v Brdatkách, V Berouně, A. Čistecký, 1929)
- Dr. Alois Pravoslav Trojan. Část 2, Od roku 1848 po odchod Trojanův do Rakovníka roku 1857. Oddíl 1, Sklonek předbřeznové doby a petiční akce z r. 1848 (V Slaném, nákladem vlastním, 1930)
- Z historie berounského měšťanského domu „U zeleného vola“ (V Berouně, A. Čistecký, 1930)
- Památce pana doktora Kotíka (V Berouně, nákladem vlastním, 1931)
- In memoriam předsedy Svazu čsl. museí prof. dr. Jos. Kazimoura (V Berouně, nákladem vlastním, 1933)
- K Slavíkovu jubileu (v upomínku na oslavy, pořádané při stém výročí smrti Josefa Slavíka ve dnech 28., 30. a 31. května 1933 v Jincích, Hořovicích a v Praze; V Berouně, nákladem vlastním, 1933)
- Berounské městské hradby a brány před sto lety (V Berouně, nákladem vlastním, 1934)
- K Nerudovu jubileu (Ze vzpomínek a písemností svého strýce Durasa; V Berouně, nákladem vlastním, 1934)
- + Fr. Cajthaml – V.L. Liberté (in memoriam, V Berouně, nákladem vlastním, 1936)
- K zahájení činnosti okresního úřadu v Berouně (V Berouně, Výbor pro oslavu zahájení činnosti okresního úřadu v Berouně, 1936)
- Památce prof. Antonína Nováka (V Berouně, Kuratorium obch. akademie, 1937)
- Český Paganini (V Berouně, Berounské městské museum, 1939)
- Wachova kresba Beroun před sto lety (Beroun, Karel Kazda, 1941,vyšlo i německy)